# Суперфиниширование
Суперфиниширование (суперфиниш) — отделочная механическая операция по обработке металлических деталей. Применяется для финишной обработки поверхностей после шлифования с целью существенного увеличения эксплуатационных свойств благодаря получению очень малой шероховатости Ra = 0,6÷0.05 мкм. Для охлаждения используют смазочно-охлаждающие жидкости (СОЖ) из 80—90 % керосина и 10—20 % турбинного масла.

## Сущность процесса
Суперфиниширование происходит при вращательном движении детали и поступательном смещении брусков с наложением колебательных движений. Амплитуда движения брусков составляет 1,5—6 мм, а частота 400—1200 колебаний в минуту. Контакт детали и инструмента осуществляется по поверхности, бруски придавливаются к детали с давлением (0.3÷3)·105 Паскалей, что обеспечивает микрорезание одновременно большим количеством абразивных зёрен. В ходе обработки изменяется глубина и вид микронеровностей, поверхность приобретает сетчатый рельеф.
Особенностью суперфиниширования является снижение интенсивности удаления материала после снятия гребешков исходной шероховатости с детали.

## Применяемые бруски
Размеры и форма абразивных брусков определяется размерами и конфигурацией обрабатываемой заготовки. Чаще всего при суперфинишировании применяются два бруска, а при обработке крупных деталей — три бруска.
Используемые бруски различаются и по материалу. Для обработки сталей применяют бруски из электрокорунда, при обработке чугуна и цветных металлов — из карбида кремния.
В большинстве случаев применяют бруски на керамической или бакелитовой связках.

## Используемые станки
Применяются универсальные и специальные станки. К универсальным станкам относятся станки для обработки в центрах, бесцентровые и станки для обработки торцовых поверхностей, а к специальным — станки для суперфиниширования шеек валов и обработки желобов колец подшипников.
Станки могут быть одно-, двух- и многопозиционные.
Большинство современных станков для суперфиниширования — полуавтоматы.
Также могут быть использованы токарные, шлифовальные станки с применением специальных головок.

## Достоинства
- Простота применяемого оборудования
- Возможность использования универсальных (токарных, шлифовальных) станков
- Высокая производительность
- Высокое качество получаемых поверхностей
- Большая фактическая опорная площадь поверхности (до 90 % от всей поверхности)

## Недостатки
- Не устраняет погрешности формы (волнистость, конусность, овальность), полученные на предшествующей обработке, однако её можно значительно уменьшить, усовершенствуя процессы и использовав особые режимы обработки